# Серполле, Леон

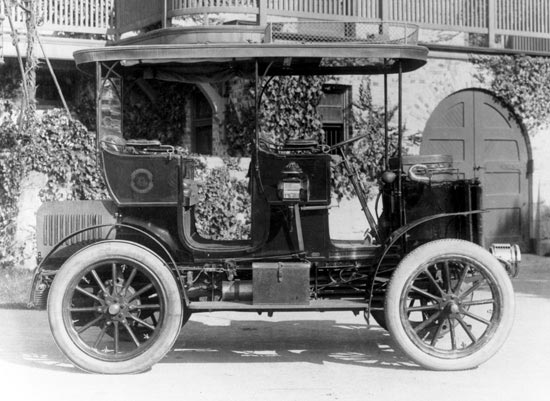
Автомобиль Серполле

Леон Серполле (фр. Léon Serpollet; 4 октября 1858, Кюло — 11 февраля 1907, XVI округ Парижа) — французский инженер. Он был конструктором паровых котлов и транспортных средств, работающих на пару.

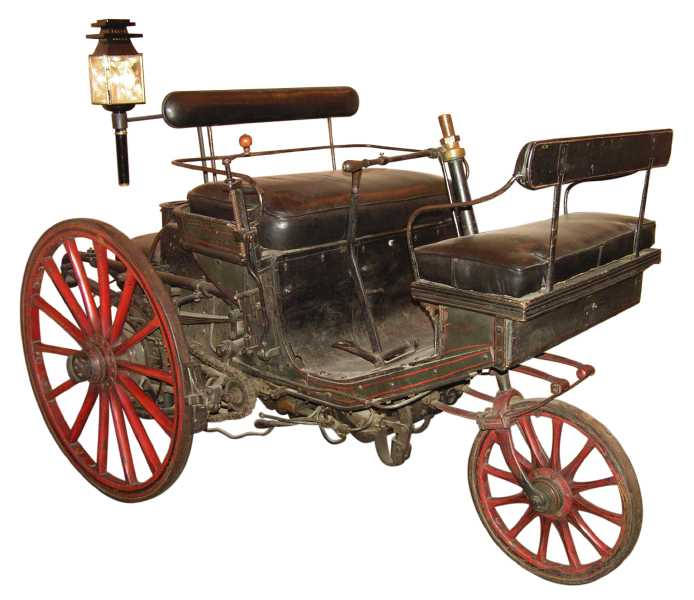
Трёхколесный автомобиль конструкции Серполле.

Серполле в 1902 году побил рекорд скорости автомобиля на то время, достигнув скорости 120 км/ч. Он сделал это на паровой машине своей конструкции.

## Конструктор
Выросший в семье плотника из Кюло в департаменте Эн, Серполле внес свой вклад в завершение строительства новой разновидности парового котла — первого генератора с мгновенным парообразованием — в 1878 году. Принцип был обнаружен случайно его старшим братом Анри (1848—1915). Котел был создан 25 октября 1879 года. Патент был предоставлен в 1881 годy.

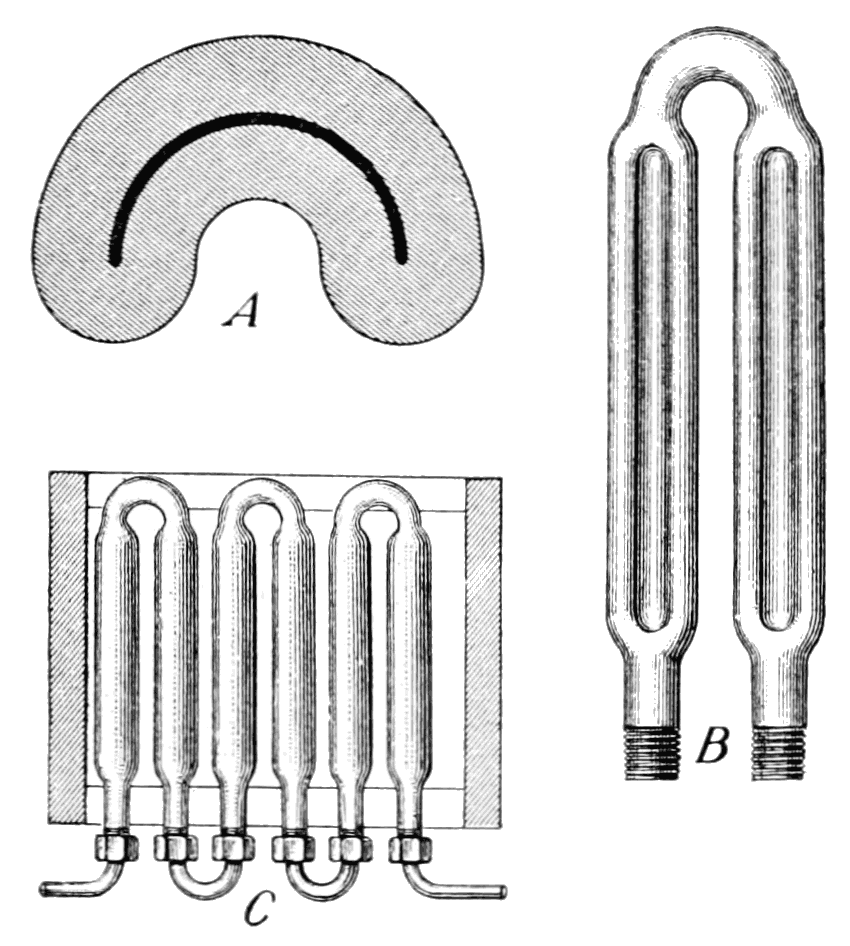
Схема парового котла Serpollet. Обратите внимание на толстую стенку трубки, которая обеспечивает запас тепла.

Леон теперь жил в Париже, где работал плотником и изучал инженерное дело в Национальной консерватории искусств и ремесел (CNAM). Вечером работал над проектами паровых котлов и паровых машин. В 1883 году государство выпустило патент Серполле для всеобщего использования, и Серполле потребовалась новая основа для экономического использования их идей. К 1886 году Леон завершил и запатентовал значительно упрощенный котел.
Генератор с мгновенным парообразованием, изобретённый Серполле, имел форму змеевика, стальная трубка которого была сплющена до такой степени, что её полость имела вид узкой щели — шириной, не превышающей десятую долю миллиметра. Ввиду этой особенности конструкции, при нагревании трубки керосиновыми горелками, подаваемая в нее насосом вода очень быстро переходила в пар.

## Предприниматель
Братья нашли партнера в лице владельца фабрики Ларсонно, который предоставил им помещение по адресу 27 Rue des Cloys на Монмартре. Ларсонно был также крупнейшим инвестором «Société des Moteurs Serpollet Frères», компании, которую братья основали вместе с Ларсонно в Париже в 1886 году.
Здесь паровой трехколесный велосипед Serpollet был одним из первых промышленных автомобилей. Он имел мазутный котел Serpollet и четырёхпоршневой паровой двигатель с тарельчатыми клапанами и картером двигателя, что было довольно продвинутым для того времени. Лицензия Леона Серполле на вождение по дорогам общего пользования, выданная городом Парижем в июле 1888 года, считается первым в мире водительским удостоверением. Последовали дальнейшие дальние путешествия; одно — семейный визит в Кюло, а другой в Великобританию. В 1888 году братья расстались по делу по взаимному согласию, потому что Анри хотел вернуться в Кюло.
Четыре паровых трицикла Serpollet, построенные по лицензии, были первыми автомобилями, построенными братьями Пежо, которые также вошли в историю автомобилестроения как Пежо Тип 1.
В январе 1890 года Леон Серполле в сопровождении своего друга, пионера авиации Эрнеста Аршдекона (1863—1950), совершил поездку из Парижа в Лион на одном из автомобилей Peugeot, построенных по лицензии, для посещения производственных предприятий. Тяжелое зимнее путешествие, прерывавшееся многочисленными поломками, вероятно, было первой в истории дальней поездкой на автомобиле. Триста миль они преодолели за пятнадцать дней. Вот как описал эту поездку один из спутников Серполле:
Выехали из Парижа без происшествий. Автомобиль громыхал так, что попадавшиеся нам на пути лошади от страха становились на дыбы и начинали тяжело храпеть. Это приводило путешествующих в ещё больший восторг.

Как только миновали городскую черту, болты и другие принадлежности нашего автомобиля стали буквально засыпать просёлочную дорогу. В каждой деревне Серполле выходил из автомобиля и искал кузницу, в которой переодевался и начинал ковать те детали, которые мы успели потерять за время нашего очередного переезда. В этой же деревне охлаждающий змеевик заполнялся водой, после чего мы ехали дальше с более высокой скоростью, чтобы наверстать упущенное время.
В 1898 году Серполле заключил партнёрство с американцем Фрэнком Л. Гарднером. В начале XX века автомобили Серполле были очень популярны: они продавались в Великобритании, Италии и Германии. Одним из покупателей был принц Уэльский (будущий король Эдуард VII). В 1901—1902 году машинами Серполле обзавелись и представители российской аристократии — великий князь Дмитрий Константинович и барон В. Б. Фредерикс.
На автомобилях своей конструкции Серполле одержал несколько побед в гонках и установил рекорд скорости:
- В 1902 году на машине, получившей название «Пасхальное яйцо» (фр. L'oeuf des Pâques) Серполле установил рекорд — 75,06 миль в час.

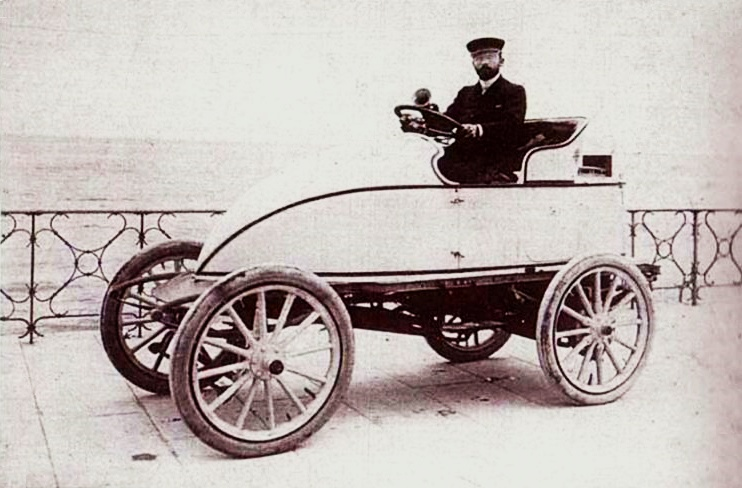
Леон Серполле 13 апреля 1902 года в своей машине Гарднер-Серполле «Пасхальное яйцо» на набережной Ниццы, где он установил рекорд скорости

Бензиновый двигатель все чаще заменял паровой, а легковые автомобили становились второстепенными. Серполле переключился на паровые грузовики и автобусы. Финансовые проблемы в компании привели к спору и отделению от Гарднера, который продал свои акции Александру Дарракy в 1905 году. В Сюрене началось строительство завода по производству коммерческих автомобилей рядом с заводом Даррак (Darracq). Леон Серполле не дожил до его завершения; в феврале 1907 года в возрасте 48 лет он умер от рака горла. Брат Анри пережил его на восемь лет.